# Ethel Houston
Ethel May Houston (Albacete, 19 de abril de 1924-Edimburgo, 30 de noviembre de 2017) fue una abogada escocesa nacida en España, descifradora de códigos Enigma y la primera mujer en convertirse en socia principal de un bufete de abogados escocés.
Condecorada con la Orden del Imperio Británico, sirvió en el Consejo de la Sociedad de Derecho entre 1975 y 1981, siendo una de las primeras mujeres en ocupar el cargo. También sirvió en la Comisión Real de Servicios Legales de Escocia y en la Comisión para la Igualdad Racial.

## Biografía
Ethel May Houston nació en Albacete el 19 de abril de 1924 de padres de hermanos cristianos que trabajaban como misioneros en el país. Su madre también se llamaba Ethel. A los 16 años asistió a la Universidad de Edimburgo.
Fue una de las primeras reclutas en Bletchley Park y trabajó en Hut 6 durante el último año de la Segunda Guerra Mundial. Bajo el mando de Gordon Welchman, trabajó para mejorar la máquina Bombe de Alan Turing y compiló listas de mensajes utilizados para crear sus menús.
En 1949 se hizo socia de la firma de abogados escocesa Balfour and Manson. Fue una de las cuatro socias de la firma y la primera mujer en ser socia principal de una firma escocesa.
Murió el 30 de noviembre de 2017 en Edimburgo, capital de Escocia, a los 93 años de edad. Fue descrita en su obituario como una "pensadora inconformista, luchadora y ferozmente independiente".